# نيكولاس كوزنيتسوف
نيكولاس كوزنيتسوف (بالروسية: Кузнецов, Николай Яковлевич)‏ (و. 1873 – 1948 م) هو إحاثي، وعالم حشرات، وعالم وظائف الأعضاء، من الإمبراطورية الروسية، ولد في سانت بطرسبرغ، توفي في سانت بطرسبرغ، عن عمر يناهز 75 عاماً.

## التعليم
تعلم في جامعة سانت بطرسبورغ الحكومية.

## جوائز
حصل على جوائز منها:
- وسام الراية الحمراء من حزب العمال
- وسام العمل الشجاع في الحرب الوطنية العظمى 1941-1945.